# Серхіо Наварро
Серхіо Наварро (ісп. Sergio Navarro, нар. 20 лютого 1936, Сантьяго) — чилійський футболіст, що грав на позиції захисника. По завершенні ігрової кар'єри — тренер.
Виступав, зокрема, за клуби «Універсідад де Чилі» та «Коло-Коло», а також національну збірну Чилі.

## Клубна кар'єра
Серхіо Наварро народився 20 лютого 1936 року в чилійській столиці Сантьяго і до 1952 року грав у хокей на квадах, поки друг не запросив його грати у футбол. Серхіо почав свою футбольну кар'єру в клубі «Освальдо Поблете», і в 1953 році тренер «Універсідад де Чилі» Луїс Аламос запросив його приєднатися до молодіжної команди. У 1955 році захисник дебютував за клуб у матчі проти «Палестіно», що завершився перемогою його команди з рахунком 5:4. За «Універсідад де Чилі» захисник відіграв десять років і провів за цей час в цілому 199 матчів, в яких забив 4 м'ячі. У сезоні 1959 року Наварро виграв свій перший чемпіонат Чилі. Цього року «Універсідад де Чилі» поділив перше місце в турнірній таблиці з «Коло-Коло», у зв'язку з чим клубам довелося зустрітися в додатковому матчі. У цьому матчі команда під керівництвом Аламоса виграла з рахунком 2:1 і завоювала перший за останні дев'ятнадцять років і другий у своїй історії чемпіонський титул. Ця подія послужила початком успішної ери клубу, названої «блакитний балет», протягом якої клуб виграв ще п'ять чемпіонатів у період з 1962 по 1969 роки. Наварро взяв участь у двох з них. Чемпіонат 1962 року клуб завершив на першому місці, поділивши його з «Універсідад Католіка». У матчі плей-оф за звання чемпіона команда здобула перемогу з рахунком 5:3 і завоювала титул. У сезоні 1964 року Наварро виграв чемпіонат втретє в кар'єрі, «Універсідад де Чилі» відірвався від найближчого переслідувача, клубу «Універсідад Католіка», на 9 очок.
Після завоювання третього титулу з «Універсідад де Чилі» Серхіо Наварро вперше змінив клуб і надалі грав за «Коло-Коло». У період з 1965 по 1967 року захисник провів 31 матч у складі команди, але не зумів стати твердим гравцем стартового складу. Кращим результатом Наварро у футболці чилійського гранда стало друге місце в сезоні 1966 року.
Завершив ігрову кар'єру у команді «Уніон Еспаньйола», за яку виступав протягом 1967—1968 років.

## Виступи за збірну
1957 року дебютував в офіційних матчах у складі національної збірної Чилі. З командою взяв участь у чемпіонаті Південної Америки 1959 року в Аргентині, де зіграв у всіх шести іграх, а команда посіла 5 місце.
У 1961 році перед матчем з Перу футболіст був призначений капітаном збірної, а наступного року тренер національної збірної Фернандо Рієра викликав Наварро на домашній чемпіонату світу 1962 року. Збірна посіла друге місце в групі С з ФРН, Італією і Швейцарією, а потім у чвертьфіналі виграла у СРСР з рахунком 2:1 і програла в півфіналі майбутньому чемпіону, Бразилії, з рахунком 2:4. Збірна Чилі завоювала бронзові медалі чемпіонату, здолавши в матчі за третє місце Югославію з рахунком 1:0. Серхіо Наварро був гравцем стартового складу в матчах групового етапу і в чвертьфіналі, в інших матчах на поле не виходив.
Загалом протягом кар'єри у національній команді, яка тривала 6 років, провів у її формі 31 матч.

## Кар'єра тренера
Розпочав тренерську кар'єру відразу ж по завершенні кар'єри гравця, 1968 року, очоливши тренерський штаб клубу «Уніон Еспаньйола», яким він керував лише сім матчів. Того ж року, в кінці травня, став тренером команди «Сан-Луїс де Кільота».
Наприкінці 1977 року був призначений тренером «Коло-Коло» після відходу Ференца Пушкаша і покинув його наступного року. Також він очолював клуби «Магальянес», «Куріко Унідо», «Іберія Лос-Анхелес» та «Депортес Пуерто-Монт». 
Останнім клубом у тренерській кар'єрі Наварро став «Депортес Антофагаста», головним тренером команди якого Серхіо Наварро був у 1985 році.

## Титули і досягнення
- Чемпіон Чилі (3):

«Універсідад де Чилі»: 1959, 1962, 1964
- Бронзовий призер чемпіонату світу: 1962